# Ca’ d’Oro
A Ca’ d’Oro (Casa d’Oro a. m. „Aranyház”) egy jól ismert velencei palota, amely a Cannaregio negyedben a Canal Grandéra néz. Neve onnan ered, hogy eredetileg a homlokzat egyes részeit  arannyal borították, ami összetett polikrómia része volt, de mára eltűnt. A velencei virágzó gótika egyik eklatáns példája. 1927 óta múzeumként, a Franchetti Galéria székhelyeként működik.
2014 decembere óta az olasz Kulturális Örökségért és Tevékenységekért felelős minisztérium irányítja a Venetói Múzeumegyüttesen keresztül, amely 2019 decemberében a Regionális Múzeumi Igazgatóság lett.

## Története

### Marino Contarini, a megrendelő
Története Marino Contarinitől ered, aki gazdag dózsecsaládhoz tartozó személyiség, képzettebb kereskedő, mint politikus volt. Contarini feleségül vette a nagyon fiatal Soramador Zenót, aki hozományként egy nagy ingatlant kapott a Canal Grande mellett, közel a Santa Sofia határához, és egy olyan méretű épületet is tartalmazott, amelyet Domus Magnaként lehetne meghatározni. Egy családi veszekedést követően azonban Contarininak meg is kellett vásárolnia az épületet, majd felesége halála után úgy döntött, hogy a Zeno család ingatlana lebontásával új épületet emeltet. 1421-ben fel is vette a kapcsolatot a milánói Matteo Ravertivel, majd a következő évben a velenceiekkel, Giovanni és Bartolomeo Bonóval, a munkálatok viszont csak 1424-ben kezdődtek el.
Contarini évekig tárgyalt a lombardiai és velencei kivitelezőkkel, olyannyira, hogy egyesek azt állítják, hogy az épület végleges megjelenése neki köszönhető. Különösen azért, mert megőrizte az előző épület néhány emlékét: a vízparti portikusznak legalább planimetrikusan nagyon hasonlónak kellett lennie az előző épületéhez, míg két helyreállított, tizenharmadik századi függőleges fríz minden bizonnyal a lerombolt Zeno-palotához tartozott. A szerkezeti ellentmondások minden bizonnyal Contarini akaratából fakadnak: a homlokzat két szélén végigfutó csavart oszlopok, amelyek kordont alkotnak, nem kapcsolódnak össze a koszorúval, sőt az épület három legmagasabb csúcsával képzett középvonallal sem. Nem esik egybe a homlokzat látszólagos középvonalával, amit a loggiáktól jobbra elhelyezett függőleges frízek húznak alá.

### A lombard és velencei iranyzatok
Két különböző műhely működött egyszerre a velencei épitkezéseken, amelyek lenyomata a dekorációs eszközök sokféleségében ismerhető fel: a Matteo Raverti vezette műhely, amelyben comói munkások tevékenykedtek, illetve a Giovanni Bono és fia, Bartolomeo által vezetett műhely, amely szinte kizárólag velencei munkásokból állt. Még ha a két cég egyidejűleg működött is, a díszítőberendezések bizonyos inkonzisztenciái arra utalnak, hogy többnyire külön működtek, még akkor is, ha a megrendelő terve irányította őket.
Matteo Raverti leginkább arról volt ismert, hogy a milánói dóm építkezésén dolgozott, ahol számos értékes szobrot készített, különösen San Babila szobrát. Valószínűleg már 1410-ben Velencében járt, ahol a Dózsepalota homlokzatának díszítésén és a hercegi kápolna koszorúján dolgozott. Szintén neki tulajdonítanak néhány szobrot, amelyek különféle velencei templomokban láthatók, a Sant'Elena-templomban található Borromeo síron kívül, amely sajnos elpusztult. Giovanni és Bartolomeo Bono számos velencei építkezésen építőként és szobrászként dolgozott műhelyükkel, még akkor is, ha a legismertebb alkotásuk minden bizonnyal a Palazzo Ducale homlokzata volt, amelyben más mesterekkel dolgoztak együtt. Főként a Porta della Cartát tulajdonítják nekik. A Santa Maria dell'Orto és a Santi Giovanni e Paolo templomok portálja is Bartolomeo értékes alkotásai.
A Ca’ d’Oro építkezésén dolgozott egy ismert francia festő is, aki sokáig Velencében élt, Zuanne de Franza, akit 1431-ben bíztak meg a márványok és kövek színekkel való megerősítésével mindegyik elem arany, piros, kék és fekete színekkel való kihangsúlyozására. Munkásságából ma már semmi sem maradt meg, az idő koptató hatása vagy a restaurálások eltörölték őket. A festőt három belső helyiség díszítésével is megbízták, de ez a munka is elveszett.

### Franchetti báró munkája

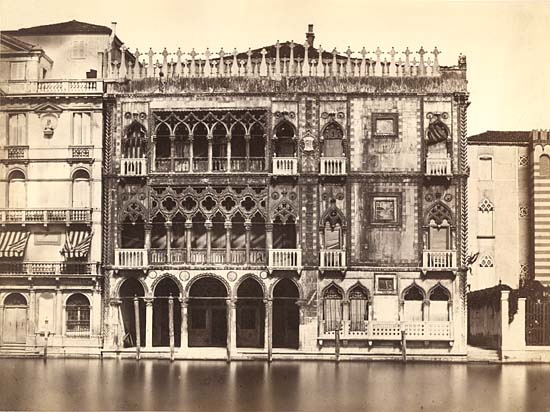
A homlokzat a 19. században, Giovan Battista Meduna munkája után

Az épület Marino unokáiig a Contarini család tulajdona maradt, majd számos tulajdonosváltáson esett át, akik számos belső részfelújítást és különféle egyéb átalakításokat végeztek. A palotát kibővítették a hátulsó épületek és a mellette lévő helyiségek összekötésével. A tizenkilencedik század közepén az épületet az akkori tulajdonos, Alessandro Trubetzkoi utasítására Giovan Battista Meduna mérnök restaurálta, de néhány évvel később egy új tulajdonosváltást követően további helyreállításon esett át.
A tizenkilencedik század végén a ház Giorgio Franchetti báró tulajdonába került, jelentős, 170 000 (akkori) líra ráfordítást követően: a báró gondos filológiai restaurálást akart végeztetni az épületen, morfológiailag igyekezve a lehető legközelebb visszahozni a tizenötödik századihoz, de 1916-ban megállapodást kötött az olasz állammal, amelyben vállalta, hogy a munkálatok végeztével eladja nekik az épületet anyagi ráfordításainak megadása fejében. Ezek a helyreállítások meglehetősen alaposak voltak, még ha nyilvánvalóan nem is tudták visszaállítani az épület eredeti megjelenését, ráadásul egyes részei nehezen megítélhetőek az átépítések, különösen az udvari lépcső és a folyóra nyíló portál tekintetében. Az általa végzett munkák között szerepelt még a homlokzati felépítmények bontása, a négyzet alakú ablakok újranyitása, valamint a padlók nulláról való megépítése az eredeti tervek alapján. A báró a gyűjteményébe tartozó műtárgyakat helyezte el, sőt az ő akarata volt, hogy az épület múzeummá váljon, elveszítve polgári rezidencia jellegét. 1922-ben bekövetkezett halála után a helyreállítási munkálatok befejeződtek, és 1927. január 18-án avatták fel a nevét viselő galériát.

## Leírása

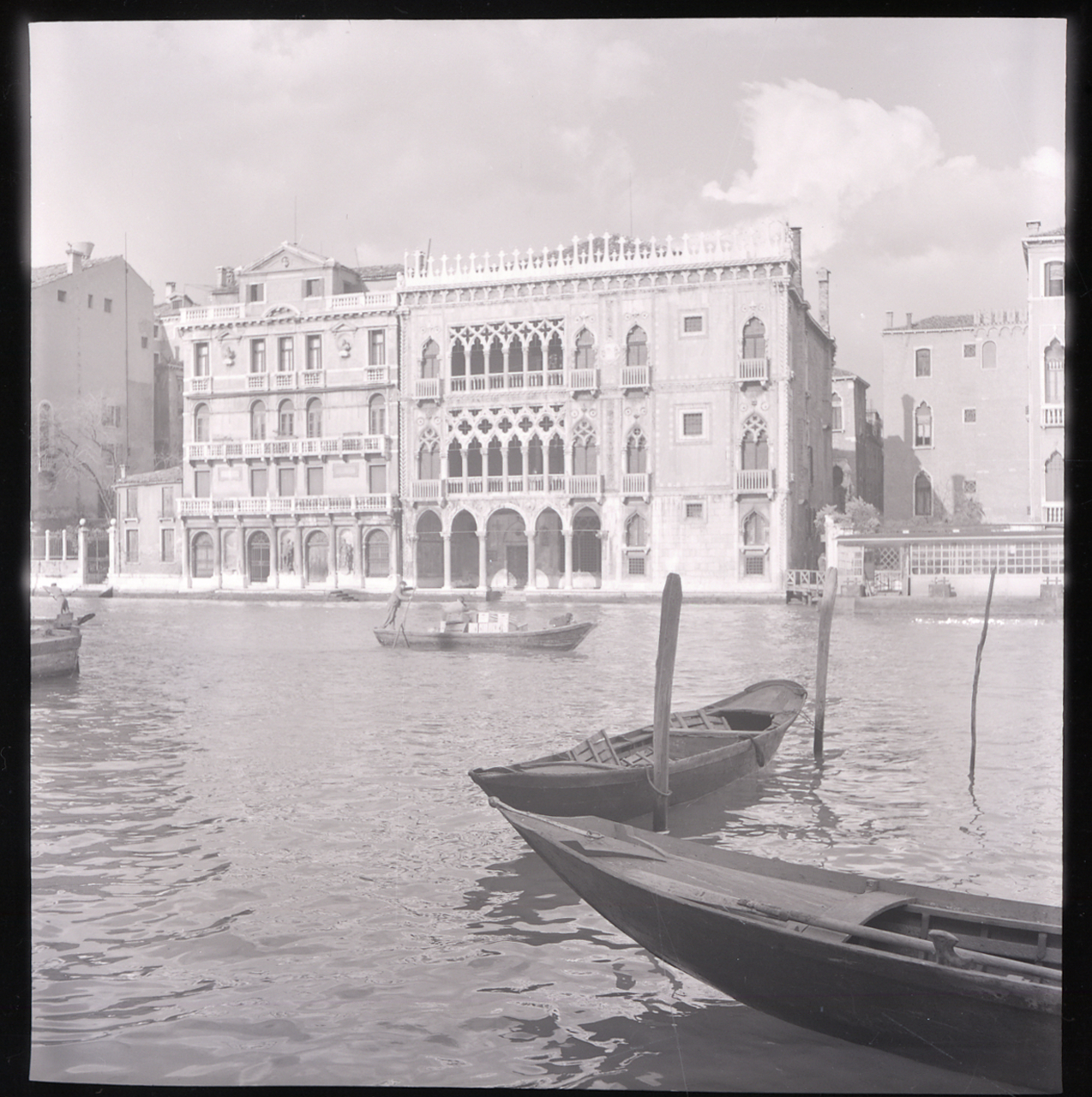
A palota a Canal Grande túloldaláról, Paolo Monti 1970-es fotóján

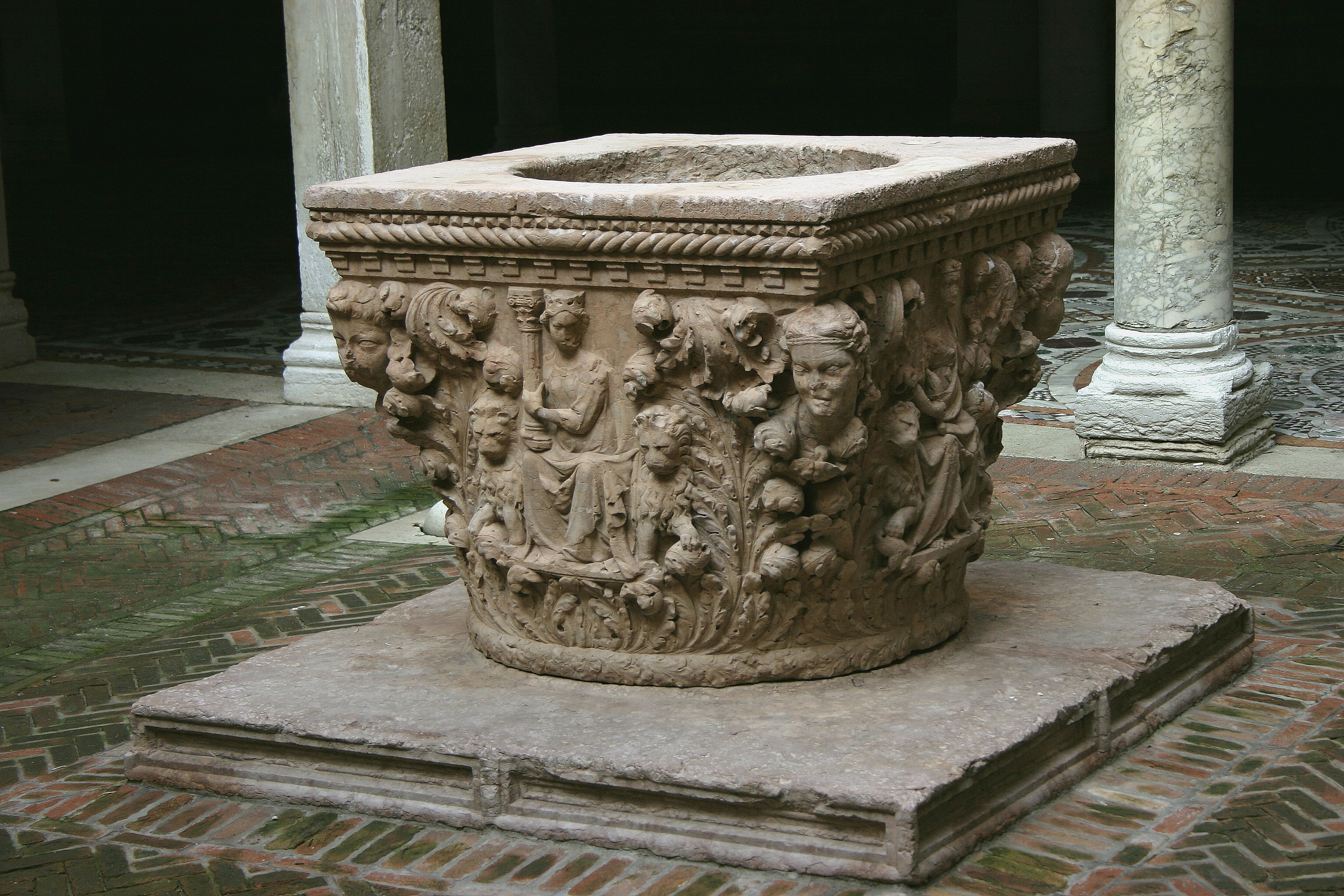
Reneszánsz kútfő, brocatelle márványból, a belső udvaron

Az épület planimetrikus felépítése nem tér el túlzottan a velencei patriciusok tipikus raktárházától. A rendszer markáns szimmetriáját az akkori építési gyakorlat határozza meg, amely az előző épület alapjainak újrahasznosítását biztosította, a szomszédos telkekre való bővítése nélkül. Ebben az esetben is a belső udvar és az abban feltárt ciszterna karbantartása a döntő a planimetrikus elrendezés szempontjából, mivel ez arra kényszerítette az építészt, hogy C alakban tagoljon egy fedetlen udvart, amelynek közepén a nagy, eredeti kút veronai brocatelle márványból, amelyet Giovanni és Bartolomeo Bono épített 1427-ben, akik három oldalról, gazdag lombok közé faragták az Igazságosság, az Erő és a Jótékonyság női allegóriáit. A velencei rezidenciákhoz hasonlóan a homlokzat nagy loggiái belülről a hosszú, portego csarnokoknak felelnek meg, amelyek az épületet teljes mélységében keresztezik.
Még a Ca’ d’Oro  megépítésekor befejezetlen Palazzo Ducaléhoz minden bizonnyal fontos tervezési referencia volt: a nemesi emeletek árkádjaiban lévő nyílások megsokszorozása a földszinti portikuszhoz képest az 1:2 arány és a homlokzatot felül lezáró sávok – legalábbis konstruktív ötletként – minden bizonnyal a kor legjelentősebb velencei építkezeséből származnak. Ha a földszinti portikusz nagyon emlékeztet a tizenharmadik századi Ca’ da Mosto épületére, akkor a felső emeleti hexaforok (hatnyílású ablakok), de a földszint négy világítóablaka is Raverti és Bonóék személyes átértelmezései voltak. a Dózsepalota loggiájára.

### Homlokzata

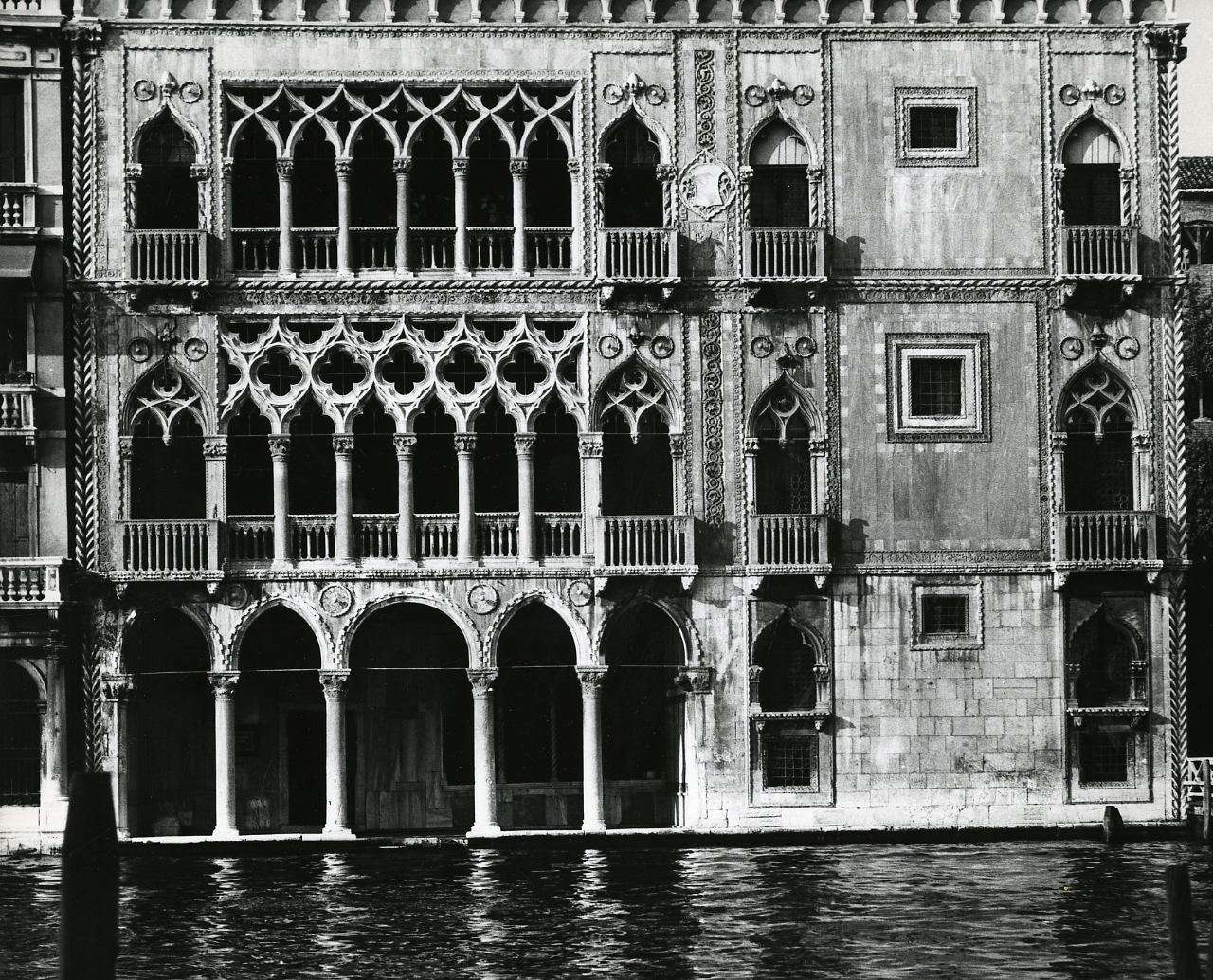
A homlokzat részletei Paolo Monti 1977-es fotóján

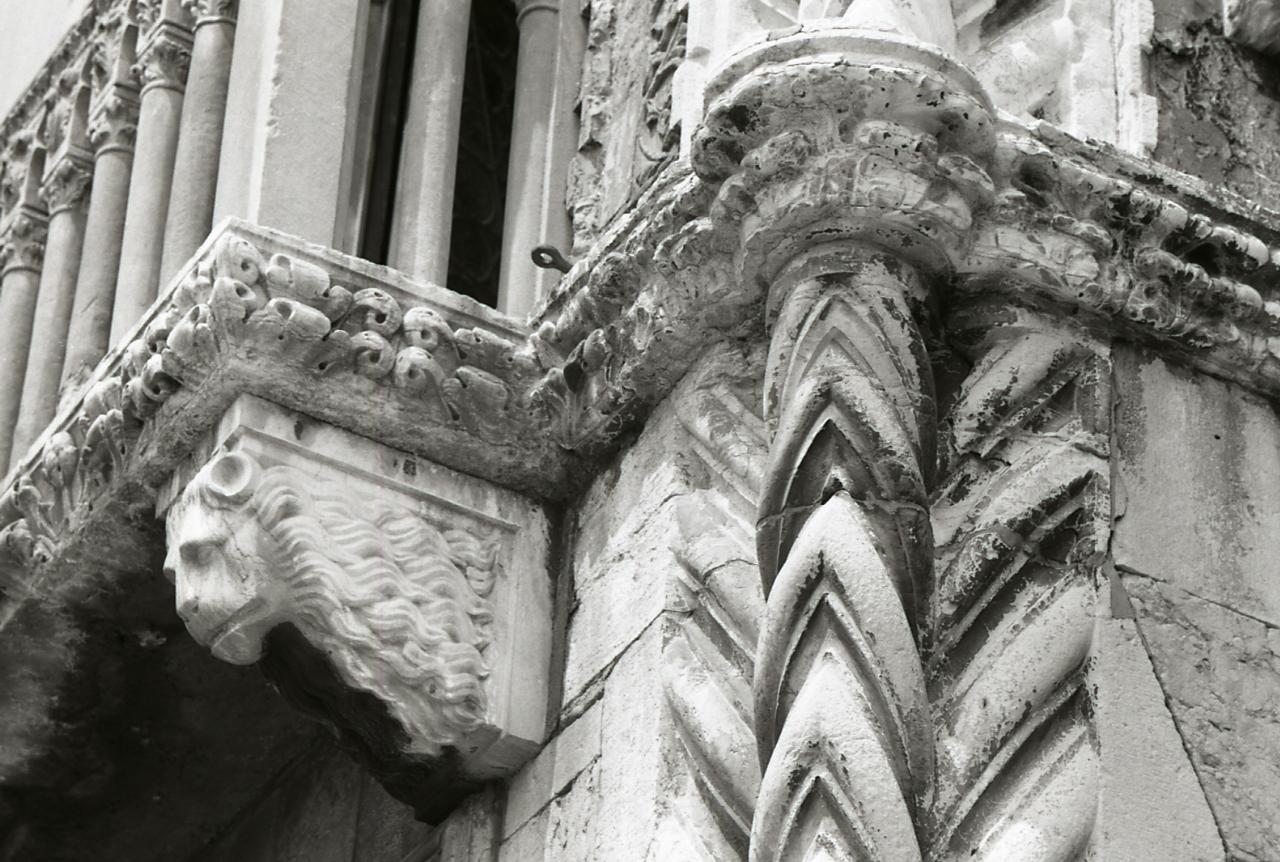
A sarok részlete. Paolo Monti 1969-es fényképe

A homlokzatot a bal oldal markáns aszimmetriája jellemzi, amelyben három perforált sáv fedi át egymást (a földszinten a hajók kikötésére szolgáló portikusz, az emeleten a loggiák), és a jobb szárny között, amelyben a fedett falazat érvényesül. márványok egyetlen elszigetelt négyzet alakú nyílásokkal; ennek a sajátosságnak az oka a telek kis mérete, amely nem tette lehetővé az épület bal szárnyának megépítését. A homlokzat bal és jobb oldala közé az előző Zeno-rezidencia fríze került. Az egyetlen elem, amely folytonosságot ad a homlokzatnak, kondicionálja és uralja azt, a nagyméretű párkány a feletti orrfalakkal. Az oldalsó zárást háromszoros csavart oszlopok szolgálják, amelyek kodonszerűen formálódnak a homlokzat szélein, teljesen elszakadva a koszorútól.
A földszinti portikusz a víz felett öt nagy ívvel nyitott, a középső a többihez képest kitágult, lesüllyeszthető, felveszi a bizánci eredetű árkádokat. A Zeno család tizenharmadik századi házára emlékeztet, jelentős újdonságokkal nem szolgál. A vízparti karzat és a belső között egy négylevelű lóhereablak látható, Giovanni Bono munkája: kettős csavart oszlopok választják el a nyílásokat; az oszlopokhoz igazítva, felettük kereszt alakú áttört; a nyílások íveinek extradóin két négylevelű ablak. Az emeleten Reverti loggiája, amely egy hexaforból áll, ami ehelyütt újdonságnak számít, mivel a négylevelű ablakok felett a nyílások íveinek csúcsaihoz igazodva félnégylevelűket találunk, amit az élénk Raverti-chiaroscuro jellemez. A hatást még fokozzák a díszlécek. A spirálisan emelkedő, kövér levelű oszlopok oszlopfői példátlan módon értelmeződnek újra, megtörve a korabeli klasszikus velencei szimmetriát. Még az oszlopok közötti korlátok is erős dekorációs jellegűek. A legfelső emeleti loggia egy további, az oszlopokhoz igazodó, kereszt alakú nyílásokkal rendelkező hexaforból áll, akárcsak a földszinti négylevelű ablakban, még akkor is, ha ebben az esetben a csúcsokhoz igazodó félkvadrilobiumot találunk. a nyílások ívei közül a két négylevelű helyén.

### Márványpadló

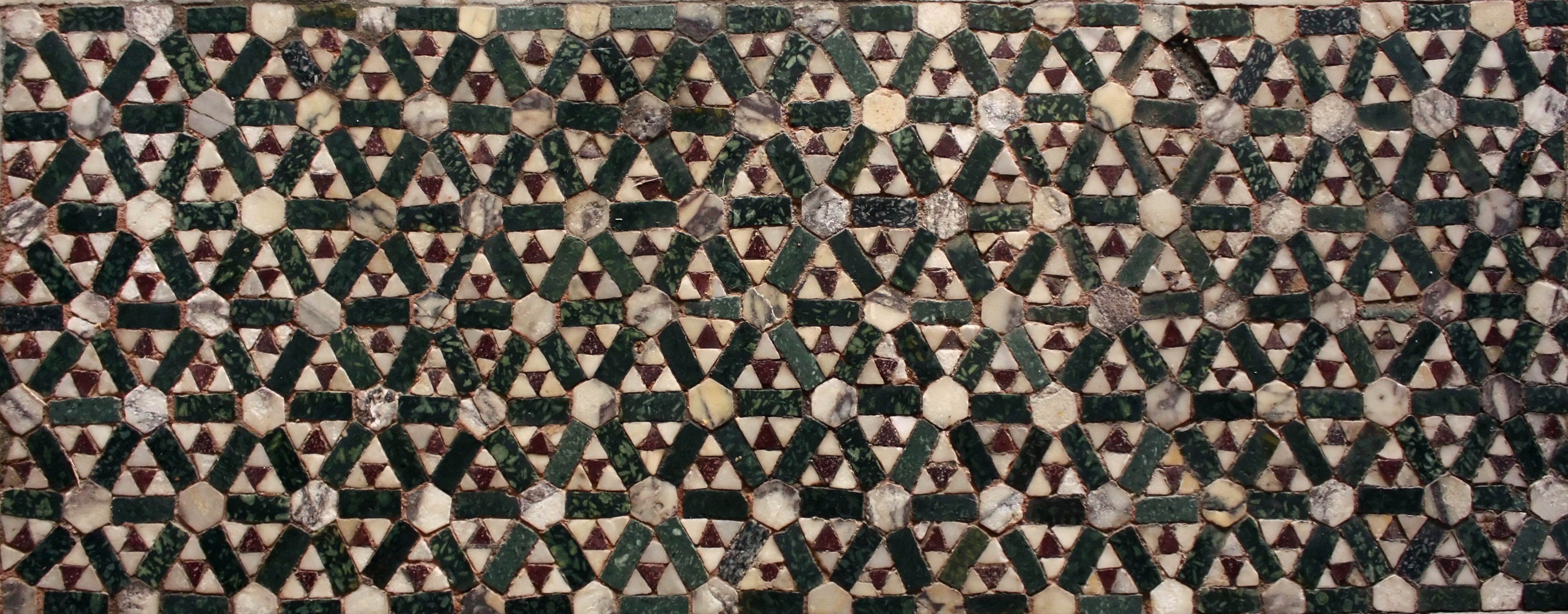
Márványpadló

Giorgio Franchetti munkája során a földszinti portikuszon kialakították a márványpadlót. Területe 350 m² opus sectile és opus tessellatum technikával. A dekorációt alkotó geometrikus motívumokat a velencei-lagúna templomainak középkori padlói ihlették, mint például a velencei Szent Márk-székesegyház, a muranói Santi Maria e Donato-bazilika és a torcellói Santa Maria Assunta-katedrális. A 12. és 13. századi kozmatikus díszítésekkel azonban számos érintkezési pont is van. Vannak témák a bizánci dekoratív repertoárból is. Giorgio Franchetti személyesen tervezte a padló geometriáját, és részt vett annak anyagi megvalósításában is. Hangsúlyozandó, hogy ehhez a munkához nem a modern bányászat márványait és köveit választotta, hanem a római ókor óta a legismertebb és legértékesebb típusokat, köztük az ókori vörös porfírt, szerpentint, zöld cipollinót, őssárgát, pavonazzettót, ősi zöld, luculleo márványt és még sok mást.

## A múzeum

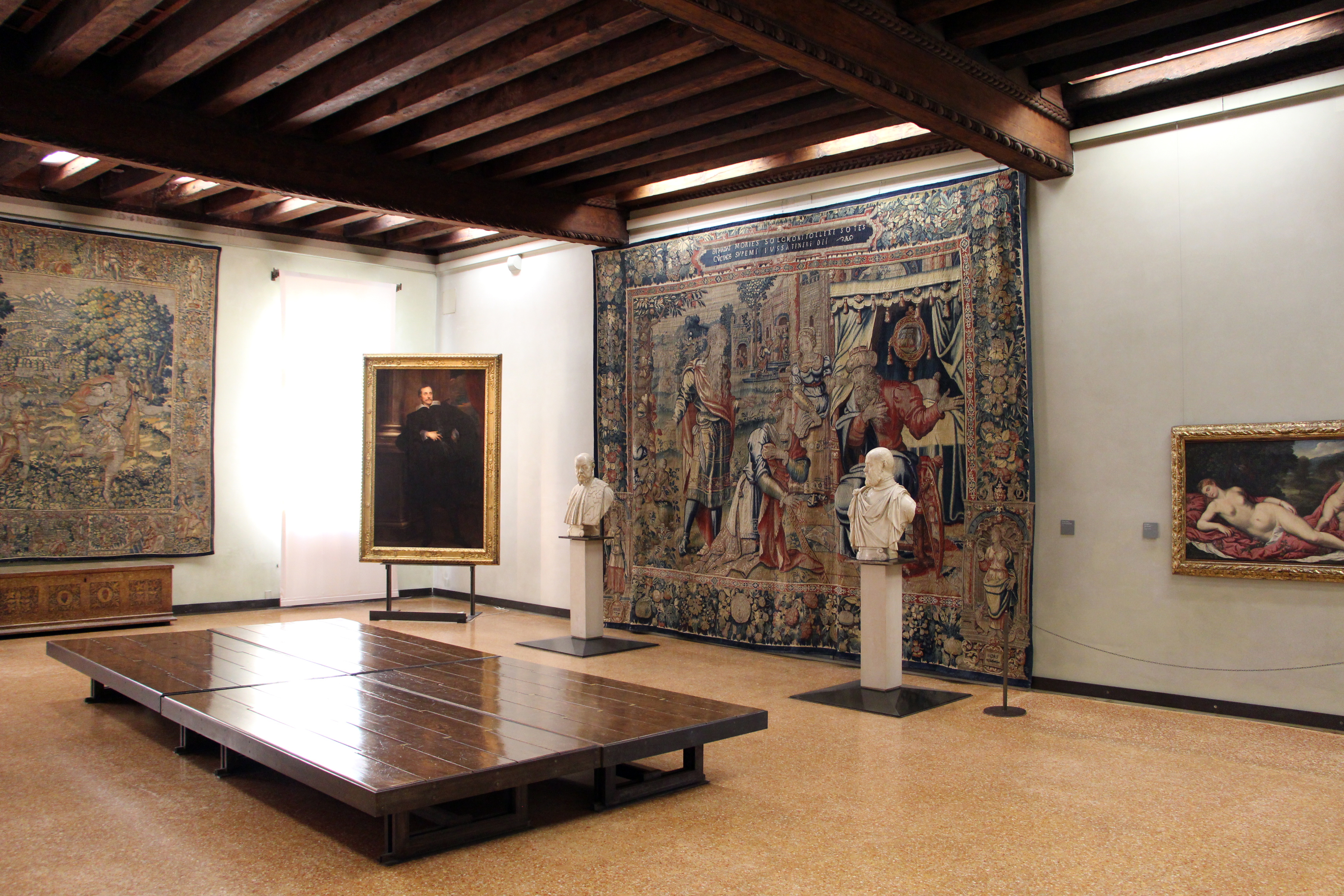
Kiállítóterem az épület második emeletén

A galériában Giorgio Franchetti életében összegyűjtött műalkotások gyűjteménye látható. Az 1916-os olasz államnak törtenő adományozását követően és a múzeum felállítása érdekében a Franchetti-gyűjteményhez néhány állami gyűjtemény is csatlakozott, ahonnan a legtöbb bronz és szobor származik, valamint számos velencei és flamand festmény.
Legértékesebb munkák közé tartozik Andrea Mantegna San Sebastiano, Antoon van Dyck Marcello Durazzo portréja, Tullio Lombardo Kettős portréja, Tiziano Venus a tükörben, Francesco Guardi látképe, Paris Bordone alvó Venus. Giorgione és Tiziano freskóinak nagy része a Fondaco dei Tedeschi két homlokzatáról származik, amelyek közül a Giuditta kiemelkedik. A három vászon a Scuola degli Albanesi A Szűz történeteivel Vittore Carpaccio és műhelye alkotása.
A múzeumban a kiállítótermek mellett különböző műtárgyak konzerválására és restaurálására szolgáló műhelyek működnek.

## Bibliográfia
- Arslan, Edoardo. Venezia gotica: l’architettura civile gotica veneziana. Milano: Electa, 225-237. o. (1979)
- Brusegan, Marcello. I Palazzi di Venezia. Roma: Newton & Compton, 275-279. o. (2007). ISBN 978-88-541-0820-2
- Fasolo, Andrea. Palazzi di Venezia. Arsenale editrice, 16-21. o. (2003). ISBN 978-88-7743-295-7
- Fiore, Francesco Paolo. Storia dell’architettura italiana: il Quattrocento. Milano: Electa, 200-241. o. (1998)
- Fogolari, Gino. Regia galleria Giorgio Franchetti alla ca’ d’Oro di Venezia. Roma: La Libreria dello Stato (1936)
- Moschini Marconi, Sandra. Galleria G. Franchetti alla ca’ d’Oro: Venezia. Roma: Istituto poligrafico e Zecca dello Stato (1992)

## Fordítás
- Ez a szócikk részben vagy egészben  a   Ca' d'Oro című  Wikipédia-szócikk ezen változatának fordításán alapul.  Az eredeti cikk szerkesztőit annak laptörténete sorolja fel. Ez a jelzés csupán a megfogalmazás eredetét és a szerzői jogokat jelzi, nem szolgál a cikkben szereplő információk forrásmegjelöléseként.